# Nazwa.pl
nazwa.pl – polski rejestrator domen i firma hostingowa.

## Historia
nazwa.pl założył w 1997 roku Piotr Nowak. Początkowo firma działała pod marką NetArt, jednak decyzją właściciela nazwa przedsiębiorstwa została zmieniona w 2002 roku. Marka NetArt funkcjonuje jednak do dziś w postaci spółki zależnej NetArt Registrar sp. z o.o. – jedynego rejestratora w Polsce mającego umowę z ICANN w zakresie rejestracji domen globalnych.
Obecnie nazwa.pl sp. z o.o. wraz ze wszystkimi spółkami zależnymi zatrudnia ponad 350 osób.

## Działalność
Nazwa.pl obsługuje ponad 90% domen zabezpieczonych przed cyberprzestępcami za pomocą DNSSEC. Udział nazwa.pl w liczbie polskich stron WWW zabezpieczonych certyfikatami SSL przekracza 60%. 
Spółka popularyzuje na polskim rynku technologię DNS Anycast, nowy protokół HTTP/2 przyspieszający transmisję danych z WWW, oraz dostarcza dla ponad 600 tysięcy stron WWW certyfikaty SSL DV wymagane do działania protokołu HTTP/2. Nazwa.pl jest również prekursorem w zakresie wdrożenia najbezpieczniejszej wersji TLS 1.3, szyfrującej dane pomiędzy serwerem a przeglądarką internetową.
Nazwa.pl zabezpiecza ponad 600 tysięcy obsługiwanych domen za pomocą technologii DNS Anycast, zapewniającej georedundancję oraz ochronę przed atakami typu DDoS. Spółka stosuje rozszerzoną ochronę DDoS, przy użyciu specjalnej infrastruktury, której zadaniem jest analiza ruchu IP i wykrywanie w nim zagrożeń oraz filtrowanie tych, które mogą mieć negatywny wpływ na działanie serwisów internetowych czy serwerów DNS. Ochrona ta realizowana jest przy użyciu wyspecjalizowanych urządzeń sieciowych firmy Fortinet, działających w klastrze wysokiej dostępności (high availability cluster), pozwalających na ochronę przed atakami wolumetrycznymi z pełną szybkością 150 Gbps wszystkich łącz nazwa.pl.

## Produkty

### Rejestracja domen
Firma nazwa.pl rejestruje domeny polskie oferowane przez NASK, domeny europejskie .eu oraz jako jedyna firma polska oferuje rejestrację bez pośredników domen .com, .net, .org, .biz, .info poprzez swoją spółkę NetArt Registrar sp. z o.o., będącą jedynym polskim rejestratorem domen globalnych. Domeny oferowane przez spółkę zabezpieczane są za pomocą protokołu DNSSEC.

### Cloud hosting
Usługi hostingowe realizowane są w technologii cloud (chmury), pozwalającej na dynamiczne przydzielanie obsługi strony WWW do najmniej obciążonego serwera w klastrze, oraz do automatycznego równoważenia ruchu na wszystkich dostępnych serwerach. Równoważenie obciążenia pozwala firmie na obsługę serwisów WWW z dużym ruchem, a moc obliczeniowa całego klastra może być łatwo zwiększana poprzez dołączanie dowolnej liczby nowych serwerów.
Serwery hostingowe nazwa.pl obsługiwane są przez dyski wykorzystujące technologię NVMe oraz przez macierze sprzętowe RAID. Serwery spięte są w sieci wewnętrznej za pomocą przełączników Juniper EX o wydajności do 960 Gbps każdy, a kopie zapasowe danych utrzymywane są w oddzielnych centrach danych na macierzach dyskowych RAID o łącznej powierzchni 2 PB (2 000 TB).
Usługi hostingowe realizowane są w 4 centrach danych w Warszawie, Krakowie, Amsterdamie oraz Frankfurcie i korzystają z sieci nazwa.pl o łącznej przepustowości ponad 150 Gbps.

### DNS Anycast
Serwery DNS nazwa.pl obsługujące domeny klientów zrealizowane są w oparciu o technologię Anycast, polegającą na geograficznym rozproszeniu serwerów DNS w różnych krajach, co pozwala na redukcję opóźnień i przyspiesza działanie wielu usług, a w szczególności stron WWW obsługiwanych przez nazwa.pl.
Serwery DNS Anycast nazwa.pl uruchomione są na 6 kontynentach: na terenie Europy, Azji, Ameryki Północnej i Południowej, Afryki oraz Australii, zapewniając tym samym pełne pokrycie geograficzne dla całego świata. Oprócz serwerów DNS Anycast zlokalizowanych w Polsce (w Warszawie i Krakowie), najwięcej serwerów znajduje się w miastach europejskich takich jak Amsterdam, Frankfurt, Londyn, Madryt i Rzym. Na kontynencie amerykańskim serwery DNS działają w Los Angeles, Nowym Jorku i w São Paulo, a w rejonie Azji i Australii w Singapurze, Tokio i Sydney.

### VPS
Usługi VPS to oferta dla klientów wymagających pełnego dostępu do administracji. Usługi realizowane są za pomocą pełnej wirtualizacji KVM, na serwerach z szybkimi procesorami Intel Xeon, oraz macierzami dyskowymi RAID wyposażonymi w szybkie dyski wykorzystujące technologię NVMe.
Serwery VPS korzystają z sieci nazwa.pl o łącznej przepustowości ponad 150 Gbps.

### Certyfikaty SSL
Spółka nazwa.pl oferuje certyfikaty SSL DV (Domain Validation) zabezpieczające transmisje pomiędzy stronami WWW a przeglądarkami internetowymi. Firma obsługuje obecnie ponad 600 tysięcy certyfikatów SSL, co stanowi ponad 60% wszystkich certyfikatów SSL zabezpieczających domeny w Polsce]. Dostępne są certyfikaty zarówno z kodowaniem RSA 2048-bit, jak i z nowoczesnym szyfrowaniem ECDSA z kluczem publicznym na bazie krzywych eliptycznych P-384.

### Cloud Backup
Przestrzeń dyskowa w chmurze oraz dedykowana aplikacja do wykonywania kopii zapasowych danych z komputerów działających w oparciu o system Microsoft Windows 7/8/10. Wersja testowa aplikacji umożliwia bezpłatne korzystanie z usługi przez 30 dni. Po okresie testowym można aktywować płatną subskrypcję. Cloud Backup może zabezpieczać do 1 TB danych.

## Data Center
Nazwa.pl świadczy usługi hostingowe z czterech Data Center (Kraków, Warszawa, Frankfurt, Amsterdam) znajdujących się w globalnych punktach wymiany ruchu sieci Internet. Data Center realizują usługi zgodnie z normami TIER III, TIER IV, ISO 9001 i ISO 27001, w konfiguracji 2N lub N+1 dla każdego krytycznego systemu.

## Sieć
Usługi zlokalizowane w centrach danych, z których korzysta nazwa.pl, wymieniają ze sobą dane za pomocą wielokrotnych łączy światłowodowych. Wymiana ruchu z sieciami zewnętrznymi w Internecie o sumarycznej przepustowości ponad 150 Gbps realizowana jest we wszystkich Data Center, z których korzysta nazwa.pl, za pomocą redundantnie działających routerów Juniper MX. Oprócz połączeń z polskimi punktami wymiany ruchu operatorskiego PLIX, TPIX, THINX i EPIX, firma posiada także bezpośredni dostęp do punktów wymiany ruchu w globalnej sieci połączeń, w tym DE-CIX Frankfurt, AMS-IX Amsterdam czy DEC-IX Nowy Jork.
Poprzez punkty wymiany danych klienci firmy mają dostęp do bezpośredniej wymiany ruchu z największymi światowymi markami takimi jak: Google, Microsoft, Amazon, Facebook, YouTube czy Instagram.
Nazwa.pl korzysta również z usług globalnych dostawców Internetu UPC i Level(3).

## Nagrody i wyróżnienia
- Firma Hostingowa Roku 2020 – IT Reseller[22]
- Wybór redakcji PC World 7/2018 – Hosting Active Cloud Biznes[23]
- Złoty Laur Konsumenta 2018 w kategorii usług hostingowych[24]
- Gwiazda NASK 2017 – wyróżnienie w kategorii największa liczba obsługiwanych domen w rejestrze.pl[25]
- Polecenie redakcji PC World 8/2017 – Hosting Współdzielony[26]
- Oskar przyznawany przez Certum za rok 2016 w kategorii: najlepsza sprzedaż usług niekwalifikowanych – certyfikatów SSL[27]
- Tytuł Firma Przyjazna Klientowi nagroda za rok 2015[28]
- Wyróżnienie wydawnictwa Biznes w sieci za rok 2014 – najlepsze rozwiązanie hostingowe dla e-commerce[29]
- Tytuł Firma Przyjazna Klientowi nagroda za rok 2013[28]
- Tytuł Firma Przyjazna Klientowi nagroda za rok 2012[28]
- Nagroda Webstarfestival: Usługi Profesjonalne 2012[30]
- Nagroda Webstarfestival: Strona Firmowa 2012[30]
- Tytuł Firma Przyjazna Klientowi nagroda za rok 2011[28]
- Tytuł Firma Przyjazna Klientowi nagroda za rok 2010[28]
- Tytuł Firma Przyjazna Klientowi nagroda za rok 2009[28]

## Krytyka nazwa.pl
Nazwa.pl jest bardzo często krytykowane przez osoby z dużym doświadczeniem w rynku domenowym, twórców stron internetowych czy innej maści osób związanych bardziej ze środowiskiem IT, krytyka między innymi dotyczy:
- Niekorzystnej oferty dla użytkownika w dalszej perspektywie - tzn. przy zakupie domeny jest oferowana promocja, w której można zdobyć domenę za darmo aby przy odnowieniu zapłacić niekiedy 2 lub 3-krotność rynkowej ceny odnowienia domeny.[32]
- Złożona procedura transferu domeny - uzyskanie kodu AuthInfo w nazwa.pl możliwe jest jedynie przy pomocy poczty tradycyjnej, dodatkowo kod jest ważny jedynie 30 dni.[33] Obecnie u wielu innych rejestratorów domen możliwe jest uzyskanie kodu AuthInfo z panelu klienta.

Ponadto we wrześniu 2017 roku nazwa.pl przejęła w wyniku transakcji finansowej forum dyskusyjne o tematyce hostingowej – webhostingtalk.pl (wht.pl). Informacja wywołała bardzo duże kontrowersje w branży IT, związane m.in. z manipulacją rankingu opinii, które były zamieszczone na forum. W wyniku zmian i aktualizacji wprowadzonych przez nową administrację nazwa.pl objęła pierwszą pozycję w największym rankingu dostawców usług hostingowych top100.wht.pl, badającym liczbę domen obsługiwanych na serwerach DNS. Ranking ten bada ponad 2,5 mln domen polskich zarejestrowanych przez NASK, domeny europejskie .eu i domeny globalne .com, .net, .org, .biz, .info.